# Papetărie
Papetăria (din franceză: papeterie) este un magazin sau o secție într-o librărie în care se vând caiete, hârtie, creioane, penițe etc. Prin extensie denumește un produs (sau articol) obținut sub formă de foi (hârtie, carton) sau de obiecte din pastă de fibre celulozice.